# Mácris Carneiro
Mácris Fernanda Silva Carneiro (Santo André, 3 marzo 1989) è una pallavolista brasiliana, palleggiatrice del Türk Hava Yolları.

## Carriera

### Club
La carriera di Mácris Carneiro inizia nel 1998, quando entra a far parte del settore giovanile del São Caetano, dove gioca per nove annate, per poi essere promossa in prima squadra, debuttando nella stagione 2007-08 nella Superliga brasiliana. Nella stagione 2009-10 viene ingaggiata dal São Bernardo, restandovi per due annate, prima di tornare al club di São Caetano do Sul nella stagione 2011-12.
Nel campionato seguente approda al Pinheiros di San Paolo, dopo milita per tre stagioni e, oltre a essere premiata come miglior palleggiatrice della Superliga Série A 2013-14 e 2014-15, vince una Coppa San Paolo 2014 e una Coppa del Brasile.
Nell'annata 2015-16 firma per il Brasília, rimanendovi per due annate, nel corso delle quali riceve altrettanti premi come miglior palleggiatrice, prima di trasferirsi, a partire dalla stagione 2017-18, al Minas, con cui vince quattro campionati sudamericani per club (insignita del premio di miglior palleggiatrice in ogni edizione vinta), due Coppe del Brasile e tre titoli nazionali, venendo anche premiata come MVP delle edizioni 2018-19 e 2021-22 della Superliga Série A, oltre che come miglior palleggiatrice per tre annate consecutive.
Dopo un quinquennio nella squadra di Belo Horizonte, nella stagione 2022-23 fa la prima esperienza all'estero della propria carriera, disputando la Sultanlar Ligi turca con la maglia del Fenerbahçe, col quale si aggiudica la Supercoppa turca e lo scudetto, venendo inoltre premiata come miglior palleggiatrice. Resta nella massima divisione turca anche nella stagione seguente, ma indossando la casacca del Türk Hava Yolları.

### Nazionale
Nel 2015 fa il suo debutto nella nazionale brasiliana, vincendo la medaglia d'argento ai XVII Giochi panamericani; nel 2017 si aggiudica l'oro al World Grand Prix 2017, mentre due anni dopo quella d'argento alla Volleyball Nations League e l'oro al campionato sudamericano.
Nel 2021 conquista la medaglia d'argento alla Volleyball Nations League e ai Giochi della XXXII Olimpiade di Tokyo e si aggiudica quindi l'oro al campionato sudamericano; l'anno seguente giunge nuovamente seconda alla Volleyball Nations League, oltre che al campionato mondiale. Nel 2023 vince la medaglia d'oro al campionato continentale, nel 2024 è la volta della medaglia di bronzo ai Giochi della XXXIII Olimpiade, mentre nel 2025 la medaglia d'argento alla Volleyball Nations League.

## Palmarès

### Club
- Campionato brasiliano: 3

2018-19, 2020-21, 2021-22
- Campionato turco: 1

2022-23
- Coppa del Brasile: 3

2015, 2019, 2021
- Supercoppa turca: 4

2022
- Campionato Mineiro: 8

2017, 2018, 2020
- Coppa San Paolo: 1

2014
- Campionato sudamericano per club: 4

2018, 2019, 2020, 2022

### Nazionale (competizioni minori)
- Giochi panamericani 2015

### Premi individuali
- 2014 - Superliga Série A: Miglior palleggiatrice
- 2015 - Superliga Série A: Miglior palleggiatrice
- 2016 - Superliga Série A: Miglior palleggiatrice
- 2017 - Superliga Série A: Miglior palleggiatrice
- 2018 - Campionato sudamericano per club: Miglior palleggiatrice
- 2018 - Campionato mondiale per club: Miglior palleggiatrice
- 2019 - Campionato sudamericano per club: Miglior palleggiatrice
- 2019 - Superliga Série A: MVP
- 2019 - Superliga Série A: Miglior palleggiatrice
- 2019 - Volleyball Nations League: Miglior palleggiatrice
- 2020 - Campionato sudamericano per club: Miglior palleggiatrice
- 2021 - Superliga Série A: Miglior palleggiatrice
- 2022 - Superliga Série A: MVP
- 2022 - Superliga Série A: Miglior palleggiatrice
- 2022 - Campionato sudamericano per club: Miglior palleggiatrice
- 2023 - Sultanlar Ligi: Miglior palleggiatrice